# Nanteuil-en-Vallée
Nanteuil-en-Vallée  là một xã thuộc tỉnh Charente trong vùng Nouvelle-Aquitaine tây nam nước Pháp. Xã này có độ cao trung bình 108 mét trên mực nước biển.